# 田島征三
田島 征三（たしま せいぞう, 1940年1月9日 - ）は、日本の絵本作家、美術家。同じ絵本作家の田島征彦は同年生まれの双子の兄弟だが、苗字の読み方は征三が「たしま」、征彦が「たじま」を名乗っている。本来の読み方は「たしま」だが、征三が先に「たしま」で世に出たため、征彦はそれと区別する意味で「たじま」と改めた。血液型はB型。辰年生まれ。山羊座生まれ。
力強いタッチで描かれた作品に定評がある。

## 略歴
- 大阪府堺市生まれ。父は軍人であり、中国でスパイを斬殺した事件が新聞に報道されたことがあった。このため戦犯として追及されることを恐れた父の意向により、戦後まもなく父の郷里の高知県吾川郡芳原村（現在の高知市春野町芳原）に一家で移住。ここで幼少期を過ごす。土佐高校卒業後、多摩美術大学図案科を卒業。在学中に『しばてん』（1971年に改作・出版）を制作する。
- 1964年、初めての絵本『ふるやのもり』（福音館書店）を出版。
- 1969年、東京都西多摩郡日の出町でヤギや鶏を飼い、農耕など自然と接するかたわら創作に取り組む。同年、『ちからたろう』で第2回世界絵本原画展「金のりんご賞」受賞。1971年、第3回同展の国際審査員として参加。
- 1974年、『ふきまんぶく』で第5回講談社出版文化賞受賞。
- 1988年、『とべバッタ』で第11回絵本にっぽん賞、『もりへさがしに』でボローニャ国際児童図書展「グラフィック賞推薦」受賞。新潟市美術館で「田島征彦・征三展」を開催。
- 1990年、第38回小学館絵画賞、年鑑イラストレーション作家賞受賞。この年より日の出町の広域ゴミ処分場建設反対運動などに取り組む。『やまからにげてきた・ゴミをぽいぽい』では、行政による環境破壊の指弾をテーマとしている。
- 1992年、エッセイ集『絵の中のぼくの村』を出版。1996年に『絵の中のぼくの村』が映画化され、ベルリン国際映画祭で銀熊賞受賞。
- 1998年、静岡県伊東市に移住、木の実や流木によるオブジェ制作も始める。
- 2009年、新潟県十日町市に第4回大地の芸術祭 越後妻有アートトリエンナーレの一環として鉢&田島征三・絵本と木の実の美術館をオープン。2005年3月末をもって廃校になった十日町市立真田小学校の校舎を再利用、廃校利用の成功例として注目されている[1]。
- 2021年、第56回ENEOS児童文化賞を受賞した[2]。

## 主な絵本
- 『ちからたろう』（第2回世界絵本原画展「金のりんご賞」受賞、今江祥智文・ポプラ社）
- 『ふるやのもり』（瀬田貞二文・福音館書店）
- 『だいふくもち』（福音館書店）
- 『おじぞうさん』（福音館書店）
- 『猫は生きている』（早乙女勝元文・理論社）
- 『しばてん』（偕成社）
- 『ふきまんぶく』（第5回講談社出版文化賞受賞、偕成社）
- 『やぎのしずか』（全7巻、偕成社）
- 『とべバッタ』（第38回小学館絵画賞、年鑑イラストレーション作家賞、第11回絵本にっぽん賞受賞、偕成社）
- 『もりへさがしに』（ボローニャ国際児童図書展「グラフィック賞推薦」受賞、村田清司え・偕成社）
- 『はたけのともだち』（童心社）
- 『オオカミのおうさま』（第15回日本絵本賞受賞、きむらゆういち作・偕成社）
- 『やまからにげてきた・ゴミをぽいぽい』（童心社）
- 『つかまえた』（第68回産経児童出版文化賞美術賞受賞、偕成社） など多数。

## 主な挿絵
- 『まるながてんぐとながはなてんぐ』（角田光男、実業之日本社）
- 『やぶれだいこ鬼だいこ』（角田光男、実業之日本社）
- 『桃の木長者』（吉田タキノ、理論社）
- 『くもだんなとかえる』（1969、松谷みよ子、ポプラ社）
- 『ふるさとの民話』（1973、吉田タキノ、理論社）
- 『忍術らくだい生』（古田足日、理論社）
- 『千成ひょうたん』（古田足日、童心社）
- 『ごちそう島漂流記』（庄野英二、あかね書房）
- 『さらば、おやじどの』（上野瞭、理論社）
- 『いやしんぼ』（奥田継夫、理論社）
- 『おばけど－なつ』（1969、奈街三郎、小峰書店）など。

## 画集
- 『畑の恋人』（径書房）

## エッセイ集
- 『土に描く』（理論社）
- 『ひとことみことでよかったんだけど』（偕成社）
- 『絵の中のぼくの村』（くもん出版）
- 『ふしぎのアーティストたち』（労働旬報社）
- 『土の絵本』　すばる書房、1974年。
- 『風の絵本』　すばる書房、1976年。
- 『草の絵本』　すばる書房、1977年。

## その他の著書
- （井筒和幸・井上ひさし・香山リカ・姜尚中・木村裕一・黒柳徹子・猿谷要・品川正治・辛酸なめ子・中村哲・半藤一利・ピーコ・松本侑子・美輪明宏・森永卓郎・吉永小百合・渡辺えり子）『憲法を変えて戦争に行こう―という世の中にしないための18人の発言』（岩波書店［岩波ブックレット］,2005年,ISBN 4000093576）

## 参考図書
- 田島征三『とべバッタ』（偕成社）　ISBN 4-03-331140-8
- 田島征三『だいふくもち』（福音館書店） ISBN 4-8340-0524-0
- 田島征三『やまからにげてきた・ゴミをぽいぽい』（童心社） ISBN 4-494-00856-7
- 土佐中高100年人物伝刊行員会『筆山の麓 土佐中高100年人物伝』(高知新聞総合印刷)　ISBN 9784910284019

## 映画
- 『いわさきちひろ 〜27歳の旅立ち〜』（2012年7月14日）

## 出演
- SWITCHインタビュー 達人達「青木崇高×田島征三」（2021年12月25日、NHK Eテレ）[3]